# 東京バンドワゴン
『東京バンドワゴン』（とうきょうバンドワゴン）は、小路幸也による日本の連作短編推理小説のシリーズ。
「あの頃、たくさんの涙と笑いをお茶の間に届けてくれたテレビドラマへ。」をキャッチコピーに、東京の下町で古本屋「東亰バンドワゴン」を経営する大家族・堀田家の面々が、家訓の「文化文明に関する些事諸問題なら、如何なる事でも万事解決」を守り、様々な謎や事件を解決する物語。
79歳の大黒柱、60歳で金髪の現役ロッカー、シングルマザーの長女、嫁の実家と断絶状態の長男夫婦、愛人の子である次男など、堀田家内のことを描いたホームドラマでもある。
2006年より、毎年春に新刊が刊行され、2020年現在、第15作まで刊行されている。本編は各巻とも4編が収録されている。また、4作おきに番外編が刊行されている。
- 第4作「マイ・ブルー・ヘブン」は、シリーズ全体の語り手・サチの娘時代（終戦後）を描いている。
- 第8作「フロム・ミー・トゥー・ユー」はシリーズの番外編短編集である。
- 第12作「ラブ・ミー・テンダー」は秋実と我南人の出会いを描く。
- 第16作「グッバイ・イエロー・ブリック・ロード」は藍子・マードック夫妻が暮らすイギリスを舞台で巻き起こる事件に東京とロンドンの2か所から堀田家の面々が解決に向けて動く姿を描く。

『ダ・ヴィンチ』（メディアファクトリー・2009年12月号）の「読者なんでもランキング・リターンズ!」で、「映像化してほしい小説」の第1位に選ばれた。2013年10月から12月にかけて『東京バンドワゴン〜下町大家族物語』のタイトルでテレビドラマ化された。

## 書誌情報
- 東京バンドワゴン
  - 2006年4月26日発売、集英社、ISBN 978-4-08-775361-5
  - 2008年4月18日発売、集英社文庫、ISBN 978-4-08-746287-6、解説：紀伊國屋書店本町店書店員
- シー・ラブズ・ユー
  - 2007年5月25日発売、集英社、ISBN 978-4-08-775377-6
  - 2009年4月17日発売、集英社文庫、ISBN 978-4-08-746424-5、解説：三省堂書店京都駅店書店員
- スタンド・バイ・ミー
  - 2008年4月25日発売、集英社、ISBN 978-4-08-771229-2
  - 2010年4月20日発売、集英社文庫、ISBN 978-4-08-746557-0、解説：文教堂書店三軒茶屋店書店員
- マイ・ブルー・ヘブン（長編）
  - 2009年4月24日発売、集英社、ISBN 978-4-08-771290-2
  - 2011年4月20日発売、集英社文庫、ISBN 978-4-08-746686-7、解説：ブックファースト阪急西宮ガーデンズ店書店員
- オール・マイ・ラビング
  - 2010年4月26日発売、集英社、ISBN 978-4-08-771350-3
  - 2012年4月20日発売、集英社文庫、ISBN 978-4-08-746825-0、解説：小田急ブックメイツ新百合ヶ丘北口店書店員
- オブ・ラ・ディ オブ・ラ・ダ
  - 2011年4月26日発売、集英社、ISBN 978-4-08-775400-1
  - 2013年4月19日発売、集英社文庫、ISBN 978-4-08-745056-9、解説：さわや書店フェザン店書店員
- レディ・マドンナ
  - 2012年4月26日発売、集英社、ISBN 978-4-08-775409-4
  - 2013年8月21日発売、集英社文庫、ISBN 978-4-08-745100-9、解説：文教堂北野店書店員
- フロム・ミー・トゥ・ユー
  - 2013年4月26日発売、集英社、ISBN 978-4-08-771510-1
  - 2015年4月17日発売、集英社文庫、ISBN 978-4-08-745305-8
- オール・ユー・ニード・イズ・ラブ
  - 2014年4月25日発売、集英社、ISBN 978-4-08-771557-6
  - 2016年4月20日発売、集英社文庫、ISBN 978-4-08-745430-7
- ヒア・カムズ・ザ・サン
  - 2015年4月24日発売、集英社、ISBN 978-4-08-775424-7
  - 2017年4月20日発売、集英社文庫、ISBN 978-4-08-745567-0
- ザ・ロング・アンド・ワインディング・ロード
  - 2016年4月26日発売、集英社、ISBN 978-4-08-775429-2
  - 2018年4月20日発売、集英社文庫、ISBN 978-4-08-745725-4
- ラブ・ミー・テンダー
  - 2017年4月26日発売、集英社、ISBN 978-4-08-775434-6
  - 2019年4月19日発売、集英社文庫、ISBN 978-4-08-745859-6
- ヘイ・ジュード
  - 2018年4月26日発売、集英社、ISBN 978-4-08-775441-4
  - 2020年4月17日発売、集英社文庫、ISBN 978-4-08-744097-3
- アンド・アイ・ラブ・ハー
  - 2019年4月26日発売、集英社、ISBN 978-4-08-775446-9
  - 2021年4月25日発売、集英社文庫、ISBN 978-4-08-744232-8

- イエロー・サブマリン
  - 2020年4月24日発売、集英社、ISBN 978-4-08-775453-7
  - 2022年4月21日発売、集英社文庫、ISBN 978-4-08-744372-1
- グッバイ・イエロー・ブリック・ロード
  - 2021年4月26日発売、集英社、ISBN 978-4-08-775457-5

## 短編集収録作品一覧
| 書籍名                           | 収録作品                             | 季節                      | 主な出来事                                                                  |
| -------------------------------- | ------------------------------------ | ------------------------- | --------------------------------------------------------------------------- |
| 東京バンドワゴン                 | 春・百科事典はなぜ消える             | 4月末                     |                                                                             |
| 東京バンドワゴン                 | 夏・お嫁さんはなぜ泣くの             | 7月半ば過ぎ               | すずみが青の元へ押しかけて来る 花陽の父親が明かされる                       |
| 東京バンドワゴン                 | 秋・犬とネズミとブローチと           | 10月                      | 犬のアキとサチが堀田家の仲間入り                                            |
| 東京バンドワゴン                 | 冬・愛こそすべて                     | 12月10日 - 12月20日       |                                                                             |
| シー・ラブズ・ユー               | 冬・百科事典は赤ちゃんと共に         | 12月24日 - 12月31日       |                                                                             |
| シー・ラブズ・ユー               | 春・恋の沙汰も神頼み                 | 3月17日 -                 | 花陽が中学生になる                                                          |
| シー・ラブズ・ユー               | 夏・幽霊の正体見たり夏休み           | 8月11日 -                 | 勘一、妹・淑子と60年ぶりに再会                                              |
| シー・ラブズ・ユー               | 秋・SHE LOVES YOU                    | 10月12日 -                | 亜美とすずみ出産、秋実の七回忌                                              |
| スタンド・バイ・ミー             | 秋・あなたのおなまえなんてぇの       | 秋の終わり頃              |                                                                             |
| スタンド・バイ・ミー             | 冬・冬に稲妻春遠からじ               | 12日20日過ぎ              |                                                                             |
| スタンド・バイ・ミー             | 春・研人とメリーちゃんの羊が笑う     | 4月半ば                   |                                                                             |
| スタンド・バイ・ミー             | 夏・スタンド・バイ・ミー             | 7月初め                   |                                                                             |
| オール・マイ・ラビング           | 夏・あなたの笑窪は縁ふたつ           | 8月お盆過ぎ               |                                                                             |
| オール・マイ・ラビング           | 秋・さよなら三角また会う日まで       | 10月半ば                  | かんなと鈴花が1歳になる                                                     |
| オール・マイ・ラビング           | 冬・背で泣いてる師走かな             | 12月半ば過ぎ - クリスマス | 紺が大学を辞めた理由が明らかになる                                          |
| オール・マイ・ラビング           | 春・オール・マイ・ラビング           | 3月1日 -                  | 研人が小学校を卒業する                                                      |
| オブ・ラ・ディ オブ・ラ・ダ      | 春・林檎可愛やすっぱいか             |                           | 研人が中学校に入学する 我南人が友人キースのバンドのワールドツアーに参加する |
| オブ・ラ・ディ オブ・ラ・ダ      | 夏・歌は世につれどうにかなるさ       | 7月の初め                 | 青が映画の準主役に抜擢される                                                |
| オブ・ラ・ディ オブ・ラ・ダ      | 秋・振り向けば男心に秋の空           |                           | かんなと鈴花が2歳になる                                                     |
| オブ・ラ・ディ オブ・ラ・ダ      | 冬・オブ・ラ・ディ オブ・ラ・ダ      | 12月の初め                | 淑子が東京の病院に入院後、死去                                              |
| レディ・マドンナ                 | 冬・雪やこんこあなたに逢えた         | クリスマス                |                                                                             |
| レディ・マドンナ                 | 春・鳶がくるりと鷹産んだ             | 4月の終り頃               | 花陽が高校生になる                                                          |
| レディ・マドンナ                 | 夏・思い出は風に吹かれて             | 8月某日                   | 真奈美、第一子を出産                                                        |
| レディ・マドンナ                 | 秋・レディ・マドンナ                 | 10月某日                  | かんな・鈴花、3歳になる                                                     |
| オール・ユー・ニード・イズ・ラブ | 秋・真っ赤な紅葉はなに見て燃える     |                           |                                                                             |
| オール・ユー・ニード・イズ・ラブ | 冬・蔵くなるまで待って               |                           | 蔵書データのデジタル化                                                      |
| オール・ユー・ニード・イズ・ラブ | 春・歌って咲かせる実もあるさ         |                           |                                                                             |
| オール・ユー・ニード・イズ・ラブ | 夏・オール・ユー・ニード・イズ・ラブ |                           |                                                                             |
| ヒア・カムズ・ザ・サン           | 夏・猫も杓子も八百万                 |                           | 玉三郎とノラが死ぬ                                                          |
| ヒア・カムズ・ザ・サン           | 秋・本に引かれて同じ舟               |                           | 捨て猫2匹を引き取り、玉三郎とノラと名付ける                                 |
| ヒア・カムズ・ザ・サン           | 冬・男の美学にはないちもんめ         |                           |                                                                             |
| ヒア・カムズ・ザ・サン           | 春・ヒア・カムズ・ザ・サン           |                           |                                                                             |

フロム・ミー・トゥー・ユー
| タイトル（語り手）                 | 主な出来事 |
| ---------------------------------- | --- |
| 紺に交われば青くなる（堀田紺）     | 紺、22歳の頃の物語。中学2年生の青が、自分だけ母親が違うことを知り、素行に問題が出始める。                                                                |
| 散歩進んで意気上がる（堀田すずみ） | 昭和33年に新人賞を受賞した推理小説が掲載された雑誌を持って、幼なじみの見舞いに行く勘一にすずみが付き添う。                                               |
| 忘れじの其の面影かな（木島主水）   | マードック・モンゴメリーという人物に薬物密輸疑惑があると聞きつけ、恩義のある堀田家のために木島が真相を確かめる。                                         |
| 愛の花咲くこともある（脇坂亜美）   | 亜美、20歳。趣味の一人旅で北海道を旅行中に盗難に遭い、紺と出会う。                                                                                       |
| 縁もたけなわ味なもの（藤島直也）   | 急に仕事の予定が空いた藤島が、ずっと憧れていた東京バンドワゴンに初めて訪れる。                                                                           |
| 野良猫ロックンロール（鈴木秋実）   | 我南人が、チンピラにからまれ怪我をしていた秋実を助ける。                                                                                                 |
| 会うは同居の始めかな（堀田青）     | 青、25歳。合コンで出会い付き合い始めたすずみと青が結婚に至るまでの物語。                                                                                 |
| 研人とメリーの愛の歌（堀田研人）   | 研人、小学4年生。学校の慈善バザーでメリーと〈東京バンドワゴン・ワゴン〉を実施し、校長先生の心残りを解決することになる。                                  |
| 言わぬも花の娘ごころ（千葉真奈美） | 小学6年生の花陽が、母の幼なじみである真奈美に実の父について聞き、真奈美が藍子にも誰にも話していなかったことを教える。                                    |
| 包丁いっぽん相身互い（甲幸光）     | コウが真奈美の友人に「カキのコロッケ」の作り方を教えながら、自身が「はる」で働くことになった経緯を伝えると、真奈美のコウに対する思いが友人から語られる。 |
| 忘れものはなんですか（堀田サチ）   | いつものように賑やかな堀田家の朝食の席、朝刊の配達忘れから、紺がサチに協力してもらい、配達少年のある悩みを晴らす。                                       |

## 用語
東亰バンドワゴン（とうきょうバンドワゴン）
東京のやたらとお寺の多い下町の一角に、1885年（明治18年）に創業された老舗の古本屋。
明治、大正、昭和初期、若き文士達の梁山泊のようになっていた時代があり、錚々たる顔ぶれの作家たちが〈東亰バンドワゴン〉を贔屓にし、店の目録にエッセイや短編を寄稿した。
店名は初代が坪内逍遥に名付けてもらったもの、店の文机はかつて森鷗外が使っていたものと伝わっている。
隣でカフェも営んでいる。カフェにも一応〈かふぇ あさん〉という名があるが、2つあるのは紛らわしかろうと、古本屋もカフェも〈東亰バンドワゴン〉で通っている。
堀田家家訓
堀田家には家訓がいくつもあり、全員がなるべく守るように努めている。
帳場の後ろの壁に墨文字で書かれている〈文化文明に関する些事諸問題なら、如何なる事でも万事解決〉は、明治に新聞社を興そうとした堀田草平が当局の弾圧により志半ばで家業を継いだ際に、世の森羅万象は書物の中にある、という持論から導き出したものである。他に、〈煙草の火から目を離すな〉〈食事は家族揃って賑やかに〉、トイレには〈手洗励行〉など様々。
呪いの目録（のろいのもくろく）
夏目漱石、森鷗外、石川啄木、樋口一葉、二葉亭四迷、梶井基次郎などが寄稿したエッセイや短編が含まれる〈東亰バンドワゴン〉の目録。昭和初期には、これを巡って強盗殺人事件が起こり、それ以降、堀田家の災厄の元凶〈呪いの目録〉と呼ばれ、金庫に仕舞われっぱなしになっていた。

## 登場人物
年齢は初登場時に準ずる。

### 堀田家
堀田 勘一（ほった かんいち）
〈東亰バンドワゴン〉の三代目店主。79歳。ごま塩頭。頑固で偏屈。筋金入りの病院嫌い。
堀田 サチ（ほった さち）
本作の語り手。勘一の妻。16歳で堀田家に嫁ぎ、良妻賢母として堀田家を支えてきた。2年前に76歳で死去し、現在は空から家族を見守っている。幽霊のため、知っている場所・行ったことのある場所ならどこへでも一瞬で飛んでいける。藍子・紺・青の名付け親。元は子爵家の長女。本名は五条辻咲智子だったが、理由があり堀田サチを名乗りそのまま勘一と結婚した。その経緯については「マイ・ブルー・ヘブン」を参照。
堀田 我南人（ほった がなと）
勘一の一人息子。60歳。金髪の長髪。ロックバンド〈LOVE TIMER〉のボーカルで「伝説のロッカー」と呼ばれるロックンローラー。街を歩けばサインを求められることもある。いまだにふらふらとしている放蕩息子で、ふっと姿を消していたかと思うと、人間関係のごたごたやいざこざを解決する鍵をしっかり探してくる。今なおロック魂は健在で、「LOVEだねえ」が口癖。
高校在学中の18歳の時に、日比谷野外音楽堂の他人のライブに飛び入りしデビュー。その場にいた全ての観客を熱狂の渦に巻き込み、とぼけた言動と破天荒なルックスは日本中のPTAを敵に回し、日本中の若者たちのヒーローになった。「ロックは反抗だ」と言いながら、色々と悪事に手を染め警察の厄介になったこともしばしばあったが、正義感が強く、無関係の他人に迷惑をかけるようなことはなかった。学費を使い込み滞納し、早稲田大学を除籍になった。
「背で泣いてる師走かな」で甲状腺の病気を患っていることを明かし、手術を受ける。その後しばらくは歌うことから距離を置いていたが、「オール・マイ・ラヴィング」で世界的なロックスターで古くからの知人でもあるキースからの手紙をアメリカからわざわざ来日したハリーから受け取ったことを機に、ゲストとして彼らのワールドツアーに同行する。
堀田 秋実（ほった あきみ）
我南人の妻。故人。夫の愛人の子である青を受け入れ、藍子や紺と分け隔てなく育てた。堀田家の太陽のような人だったが、約5年前に癌で他界、家族は崩壊寸前にまで荒んだ。
小さい頃から身寄りがなく養護施設で育ち、何度も家出を繰り返し、夜の街をふらついては警察の厄介になっていた。喧嘩をする時に、指の間にカミソリを挟んでいたため、地元の警察官の間で〈二枚刃のアキ〉という二つ名を付けられていた。チンピラにからまれていたところを我南人に助けられたのがきっかけで結婚まで至った。
堀田 藍子（ほった あいこ）
我南人の長女。35歳。昭和47年生まれ。画家。シングルマザー。おっとりとした性格の美人。義妹の亜美とカフェを切り盛りする。カフェの壁には、藍子の絵が並ぶ。
堀田 花陽（ほった かよ）
藍子の一人娘。小学6年生の12歳。なぜか我南人を尊敬している。しっかり者。
堀田 紺（ほった こん）
我南人の長男。34歳。元大学講師。現在はフリーライターを称しながら店を手伝う。人一倍勘が鋭く、時々仏壇の前でサチと話すことがあるが、姿は見えない。顔は草平に似ているらしい。
後に文筆業が軌道に乗り始め、店の手伝いの頻度は減っていく。
堀田 亜美（ほった あみ）
紺の妻。34歳。元国際線のスチュワーデス。才色兼備。美人だが顔が怖いとよく言われる。ハキハキとした活動的な性格。カフェの発案者でもある。秋実の死で覇気が無くなり、バラバラになりかけた堀田家を再生へ導いた。我南人の大ファンで、高校時代にはガールズバンドでドラムを叩いていた。
実家はそれなりに格式高い家で、両親には結婚に猛反対され、10年経った今でも断絶状態。「お嫁さんはなぜ泣くの」で実母の入院がきっかけで和解した。
10月18日に第二子となる女の子・かんなを出産。
堀田 研人（ほった けんと）
紺と亜美の息子。小学4年生の10歳。サチの気配を感じるのか、時々サチがいる辺りを見てにっこりと笑うことがある。
堀田 かんな（ほった かんな）
紺と亜美の娘。いとこの鈴花と同じ10月18日に生まれた。名前は神無月と勘一の「かん」から。髪は真っ直ぐ。
活発な性格。
堀田 青（ほった あお）
我南人の愛人の子。26歳。堀田家の次男として共に暮らしてきた。旅行添乗員。長身の美男子で、中学生時代に一度だけ主役として映画に出たことがある。プレイボーイで、女性トラブルも度々持ち込む。
自分だけ母親が違うと知ってしまった時はかなり荒れ、警察の世話にもなったが、我南人の対応に根負けした形で大人しくなった。
堀田 すずみ（ほった すずみ）
旧姓：槙野（まきの）。「お嫁さんはなぜ泣くの」で青の嫁に来たと“牧原みすず”の名で堀田家に押しかけてくる。大学で国文学を専攻し、古本屋で働くのが夢だった。
実は、花陽の父親の実子で、花陽とは異母姉妹となる。藍子と青の関係を知る前に青と知り合い、好きになった。
結婚後は店の看板娘になり、亜美と同じ10月18日に第一子となる女の子・鈴花を出産。
堀田 鈴花（ほった すずか）
青とすずみの第一子。いとこのかんなと同じ日に生まれた。名前はすずみの「すず」と花陽の「花」から。髪がくるくるしている。
おっとりした性格。
玉三郎（たまさぶろう） / ノラ / ポコ / ベンジャミン
堀田家の飼い猫たち。いずれもご近所さんたちの飼い猫だったが、それぞれ事情があり堀田家へ。「玉三郎」と「ノラ」は堀田家の猫に代々付けられる名前。
アキ / サチ
「犬とネズミとブローチと」で我南人が拾ってきた犬。勘一が名付け親で、本人は「秋に拾われて幸せになったから」と言うが、亡くなったサチと秋実に由来する。茶色方がアキ、白い方がサチ。

### 堀田家の親類縁者
マードック・モンゴメリ
堀田家の近所にアトリエを構える芸術家。36歳。日本の古いものが好きで、大学生の頃にイギリスから来日し、15年ほど経つ。版画や日本画を専門とし、美術展などにも入選する。息子の影響で、故郷の両親もすっかり日本贔屓になり、日本語も流暢に話す。藍子のことが好きで、後に結婚する。
脇坂 和文（わきさか かずふみ）
亜美の父親。勘一以上に頑固で、官庁勤めだったため非常に堅く、ロッカーの我南人と反りが合わず、娘の結婚に猛反対した。和解してからは2人で出かけることも多くなる。
脇坂 修平（わきさか しゅうへい）
亜美の年の離れた弟。20歳。
脇坂 佳代子（わきさか かよこ）
亜美の母親。佳代子の入院がきっかけで、断絶状態だった両家の修復が叶った。亜美と違い、非常におっとりとした性格。夫婦揃ってテレビゲーム好きで、家にはファミコン時代からの全てのゲーム機が揃っている。
淑子・キャンベラ（よしこ・キャンベラ）
勘一の妹。終戦の年に米兵と駆け落ちし、アメリカへ行った。敵国の人間になったことを嘆き悲しんだ両親が、戦争で死んだことにしようと決め、位牌が作られ、墓石にも名前が刻まれた。癌を患い、余生を日本で過ごしたいと日本へ帰るが、合わせる顔がないからと10年以上葉山でひっそりと暮らしていたが、「幽霊の正体見たり夏休み」で勘一と60年ぶりとなる再会を果たす。

### 堀田家と深く関わる人物
藤島 直也（ふじしま なおや）
28歳。六本木ヒルズに会社を構えるIT企業〈S&E〉の社長。無類の古書好きで、特に作り手の匂いや思いが感じられる古書が好き。初めて来店した際に「全て買い上げる」と言ったほどだが、それを聞いた勘一は「財力に物を言わせて悪戯に古書を買い漁ろうとしている」とみなし大激怒、「一冊たりとも売らない」と言われてしまう。勘一との交渉で感想文を書き、その内容が良かったらという条件で買えるようになる。以降それをずっと続けており、店の常連になる。早稲田大学の理工学部卒業。
12歳の時に5歳年上の姉を喪っており、その姉と藍子がどことなく似ていることも〈バンドワゴン〉に通うきっかけとなった。
後に〈S&E〉を退職し、新しく別の会社〈FJ〉を設立する。
槙野 春雄（まきの はるお）
花陽の父親。藍子の大学の教授だった。妻と子（すずみ）がいたため、藍子は花陽を1人で育てる決意をした。「お嫁さんはなぜ泣くの」で死亡。
池沢 百合枝（いけざわ ゆりえ）
日本を代表する女優。既婚者。清楚な美人女優として人気を博し、熱狂的なファンがたくさんいる。青の産みの母。
大山 かずみ（おおやま かずみ）
空襲で家族を亡くし、終戦の年に草平に引き取られ、9歳の頃から昭和33年まで、堀田家で生活を共にした。勘一とサチを兄や姉のように慕っていた。親の跡を継いで医者となり、全国の無医村を渡り歩いた。店に帰ってくる暇があったら病気の人のために時間を使えという草平との約束を守り、30年以上堀田家を訪れなかった。70歳を過ぎ、引退を決意する。

### 堀田家に救われた人々
甲 真奈美（こう まなみ）
旧姓・千葉。堀田家行きつけの小料理居酒屋〈はる〉のおかみさん。藍子の高校の後輩。元々両親がやっていた店だが、父親は8年前に亡くなり、母親の春美は近年足の関節炎が悪化しほとんど店に出られない。
我南人の紹介で店で働くことになった、板前のコウさん（17歳年上）に一目惚れし、後に結婚する。
ケン
近所のマンションの管理人。元ホームレス。かつて事業に失敗し妻子を置いて家を出ていってしまった。知り合いから娘夫婦が子どもと暮らしているのを聞き、遠くから娘一家を見守ることを決め、ホームレス生活を脱却する。我南人の計らいで、娘と和解した。
増谷 裕太（ますたに ゆうた）
〈バンドワゴン〉の隣の曙荘に住んでいる大学院生。振り込め詐欺に遭った母親のために、祖父の形見の本の全集を売りに来て以来、家を出ていた妹と再会するなど、関わり合う機会が増える。
会沢 玲井奈（あいざわ れいな）
旧姓・増谷。裕太の妹。両親の離婚後、優等生として母と家計を支えていた兄とは対照的に荒れてしまい、高校卒業後に母親と喧嘩し家を出ていってしまった。19歳で一児の母となる。恋人の夏樹から逃げていたところを我南人に助けられる。若い頃の秋実と似ているらしい。
会沢 夏樹（あいざわ なつき）
玲井奈の恋人（後に夫）。ヤクザともめ事を起こしてしまい、玲井奈の母親に振り込め詐欺をしてしまう。
堀田家と関わり改心し、真面目に仕事に励むようになる。我南人のファン。真面目な仕事ぶりを見た我南人が、所属事務所に口利きをし、試用期間を経て正社員になる。
甲 幸光（こう ゆきみつ）
通称・コウさん。「百科事典は赤ちゃんと共に」より登場。元・京都の一流料亭の板前。百合枝が我南人に頼み〈はる〉で働くことに。無口だが腕は一流。
「冬の稲妻春遠からじ」で52歳。真奈美に求婚され、自身の過去の事情から躊躇い断るが、我南人ら堀田家の後押しで過去を乗り越え、真奈美と結婚する。

### その他
祐円（ゆうえん）
勘一の幼なじみ。近くの神社の神主だったが、息子に後を譲り、悠々自適な生活を送っている。
康円（こうえん）
祐円の息子。祐円を反面教師にしたのか、真面目で堅物。
茅野（かやの）
定年間近の刑事（盗犯係）。古書好きで、10年以上〈東亰バンドワゴン〉に通っている常連。若い頃は、捜査で外を回る時にもつい古本屋に入ってしまい、何枚も始末書を書いたという。いつもお洒落な服装。
杉田（すぎた）
堀田家の裏の左隣の豆腐屋さん。三代目。初代の頃は、本がおから臭くなるならないでやり合ったらしい。
永坂 杏里（ながさか あんり）
藤島の美人秘書。藤島のことが好き。
篠原 新一郎（しのはら しんいちろう）
我南人の後輩。幼なじみでもある。建設会社の社長。大柄な体格で、柔道の世界選手権に出場し、オリンピック候補になったこともある。子供好きで、面倒見も良く、藍子たちが小さい頃は、何もしない我南人に代わってディズニーランドに連れて行ってくれた。活字を読むと眠ってしまう。道下
平本 芽莉依（ひらもと めりい）
研人の同級生。通称・メリー。研人のことが好き。母親は昔、我南人のファンクラブの会長だった。
三迫 佳奈（みさこ かな）
「折原美世」の名で活躍する女優。姉が紺と同級生だった。亜美の弟の修平と付き合っている。
道下（みちした）
我南人の幼馴染み。和菓子屋〈昭爾屋〉の主人。
高崎 ジョー（たかさき ジョー）
終戦当時、堀田家で生活を共にした混血の男性。貿易商だったが、日本の政界の裏で働き、占領軍とも繋がりがあった。
浅羽（あさばね）
池沢が所属する芸能事務所の社長。池沢のデビュー当時から面倒を見てきた、公私におけるパートナー。康円とは高校時代の同級生。
上本 希美子（うえもと きみこ）
父親の会社の資金繰り悪化を助けるために、祖父が遺した蔵書を全てバンドワゴンに売りにきた女性。藤島とのデートを研人が目撃する。

## テレビドラマ
『東京バンドワゴン〜下町大家族物語』（とうきょうバンドワゴン〜したまちだいかぞくものがたり）は、2013年10月12日から12月14日まで日本テレビの『土曜ドラマ』枠（毎週土曜日21:00 - 21:54、JST）で放送された日本のテレビドラマ。主演は亀梨和也で、亀梨にとっては妖怪人間ベム（2011年）以来2年ぶりの連続ドラマ主演となった。キャッチコピーは「ただいま、おかえり、LOVEだねぇ。」。

### キャスト
※人物詳細は原作部分を参照。本項目は簡単な続柄や職種などを記載する。

#### 主要人物
堀田 青（ほった あお）
演 - 亀梨和也 (少年期：小松悠太)
堀田家次男。フリーの旅行添乗員。
槙野 すずみ（まきの すずみ） → 堀田 すずみ（ほった すずみ）
演 - 多部未華子
青の妻。隅田川女子大学生。1991年6月25日生まれ。
堀田 我南人（ほった がなと）
演 - 玉置浩二
藍子・紺・青の父親。ロックミュージシャン。

#### 堀田家（テレビドラマ）
明治18年創業の古本屋「東京バンドワゴン」を営み、4世代と2匹の猫が暮らす。
堀田 勘一（ほった かんいち）
演 - 平泉成
祖父。我南人の父親。古本屋「東京バンドワゴン」3代目店主。
堀田 サチ（ほった さち）
演 - 加賀まりこ
祖母。我南人の母親。2年前に他界。
堀田 藍子（ほった あいこ）
演 - ミムラ（少女期：伊東蒼）
長女。日本画家。シングルマザー。
堀田 花陽（ほった かよ）
演 - 尾澤ルナ
藍子の娘。
堀田 紺（ほった こん）
演 - 金子ノブアキ（少年期：高橋曽良）
長男。フリーライター。
堀田 亜美（ほった あみ）
演 - 平愛梨
紺の妻。元国際線キャビンアテンダント。現在はカフェ「あさん」を経営。
堀田 研人（ほった けんと）
演 - 君野夢真
紺・亜美の息子。
玉三郎 / ベンジャミン
2匹の飼い猫。

#### 町の人々
藤島 直也（ふじしま なおや）
演 - 井ノ原快彦（友情出演）
S and E information technology社長。
マードック
演 - ジョナサン・シェア
ケンちゃん
演 - 光石研
我南人のファン。第一マンション管理人。
真奈美（まなみ）
演 - 片桐はいり
小料理居酒屋「はる」女将。
祐円（ゆうえん）
演 - ベンガル
勘一の幼馴染。神主業を息子に引き継ぐ。

#### ゲスト
以下、「東京バンドワゴン」を古本屋として記載する。複数話・単話登場の場合は演者名の横の括弧（）内に表記。

##### 第1話
大町 法子（おおまち のりこ）
演 - 西山繭子（第8 - 9話）
ケンの娘。父親が家族を捨て、蒸発してから20年間1度も会っていない。
大町 功
演 - 平沼紀久（第8 - 9話）
法子の夫。
大町 奈美子（おおまち なみこ）
演 - 井上琳水（第6・8 - 10話）
法子・功の娘。第一マンション403号室に暮らす小学1年生。通学時に『世界大百科事典』を古本屋の本棚に置いて学校に登校し、下校時に持って帰るという作業を繰り返し行っていた。
LOVE TIMER
演 - 安全地帯（第4話）
我南人が結成しているバンド。

##### 第2話
増谷 裕太（ますたに ゆうた）
演 - 中島裕翔（Hey! Say! JUMP / 第8話）
母の危機を救うために祖父・誠一郎の遺品『古事類苑』を古本屋に売りにきた学生。
増谷 玲井奈（ますたに れいな）
演 - 小島藤子（第8話）
裕太の妹。夏樹との間に小夜が産まれる。
会沢 夏樹（あいざわ なつき）
演 - 落合モトキ（第7 - 8話）
玲井奈の恋人。
小夜（さよ）
演 - 山下紗和（第8話）
玲井奈・夏樹の娘。
伊藤（いとう）
演 - 松澤一之
古物商店主。
槙野 春雄（まきの はるお）
演 - 升毅（第4・7話）
すずみ・花陽の父親。東都大学文学部日本学科教授。心筋梗塞で他界。

##### 第3話
脇坂 和文（わきさか かずふみ）
演 - 佐戸井けん太（第8話）
亜美の父親。
脇坂 修平（わきさか しゅうへい）
演 - 上遠野太洸（第8話）
亜美の弟。
茅野（かやの）
演 - 山田明郷（第4 - 5・8・10話）
古本屋常連客の刑事。

##### 第4話
永坂 杏里（ながさか あんり）
演 - 入山法子（第5・8話）
藤島の秘書。

##### 第5話
上本 希美子（うえもと きみこ）
演 - 西慶子
ウエモト電機社長。社員の退職金を捻出するため、古書を売りに来た女性。すずみが選定した値付けが不服だと怒りを露わにし、古本屋に怒鳴り込んでくる。
藤島 麻里（ふじしま まり）〈没17〉
演 - 星名美津紀（写真）
藤島の姉。当時通学していた高校の教師・高木宏に殺害される。

##### 第6話
重松 雄太郎
演 - 篠井英介（第10話）
京都古書界の重鎮で勘一のライバル。「六波羅深書」相談役。
阿曾
演 - 田中幸太朗
重松の孫。「第75回六波羅深書」幹事。
三迫 貴恵
演 - ちすん（高校時代（写真）：鈴木かすみ）
紺の高校時代の同級生。「山田華子」と偽り、『エーミールと探偵たち』を売りに来た。高校の時、紺に告白するが振られてしまい、そのショックで自殺未遂騒動を起こす。
三迫 佳奈（みさこ かな）
演 - 鈴木かすみ
貴恵の妹。姉が自殺未遂を起こした当時は5歳。
甲 幸光（こう ゆきみつ）
演 - 田中要次（第7 - 10話）
板前。真奈美の店で新しく雇われた。

##### 第7 - 8話
池沢 百合枝（いけざわ ゆりえ）
演 - 大地真央
青の実母。大女優。我南人の元愛人。
槙野 聡子（まきの さとこ）
演 - 山下容莉枝
すずみの叔母。看護師。三重で1人暮らしをしている。姪が置かれている状況が心配で上京して来る。
木島 真一
演 - 堀部圭亮
週刊トップ記者。
浅羽（あさばね）
演 - 筒井真理子
百合枝が所属する芸能事務所社長。
康円（こうえん）
演 - 坂本真
祐円の息子。現神主。

##### 第9話
久本（ひさもと）
演 - 山崎一
甲が以前勤めていた料亭の板長で現在は京都の料理屋で働いている。また、病気で亡くなった娘は甲の妻だった。

### スタッフ
- 原作 - 小路幸也『東京バンドワゴン』シリーズ（集英社文庫刊）
- 脚本 - 大森美香
- 音楽 - 金子隆博
- 演出 - 狩山俊輔、菅原伸太郎、西岡健太郎
- エンディングテーマ - 玉置浩二「サーチライト」（SALTMODERATE）
- 語り - 堀田サチ（加賀まりこ）
- 演出補 - 西岡健太郎、鈴木勇馬、海上綾、松田健斗、石川直哉
- オープニングタイトルバック - 熊本直樹、柿本ケンサク
- エンディングタイトルバック&VFX - 木村康次郎、荻野隆之、大角哲也、島崎象、最上翔、中澤嶺花
- サウンドデザイン - 石井和之
- 音楽協力 - 酒巻未緒
- 劇中料理 - 赤堀博美、佐藤友木子
- アクションコーディネート - 佐々木修平、田中里佳
- 特殊メイク - 梅沢壮一（第9話）
- 古書監修 - 芳賀健治、東京都古書籍商業協同組合
- 日本画監修 - 澤田かおり
- 日本画協力 - 満尾洋之
- 所作指導 - 吉田礼子
- 医療監修 - 堀エリカ
- 法律監修 - アトム法律事務所弁護士法人
- 板前指導 - 舘野雄二郎
- 撮影協力 - 香取市佐原、水郷佐原観光協会、キラキラ橘商店街、墨田区、台東区フィルムコミッション、すみだフィルムコミッション
- スタジオ - 日活撮影所、TMC-A2スタジオ
- チーフプロデューサー - 伊藤響
- プロデューサー - 池田健司、原藤一輝（ジェイ・ストーム）、秋元孝之
- アシスタントプロデューサー - 大護彰子、松本明子、森嶋淳、田村菜摘
- 協力 - ジェイ・ストーム
- 制作協力 - オフィスクレッシェンド
- 製作著作 - 日本テレビ

### 主題歌
「サヨナラ☆ありがとう」は、亀梨と玉置によるユニット・堀田家BANDのシングル。2013年11月6日にジェイ・ストームから発売された。

#### 収録曲
CD
1. サヨナラ☆ありがとう
  - 作詞：玉置浩二、須藤晃 作曲：玉置浩二

2. サヨナラ☆ありがとう（オリジナル・カラオケ）
  - 通常盤のみ収録。

DVD（初回限定盤のみ）
1. サヨナラ☆ありがとう（ビデオ・クリップ+カラオケ・クリップ）

### 放送日程
| 各話                                                      | 放送日   | サブタイトル                                        | 原作                                                    | 演出       | 視聴率 |
| --------------------------------------------------------- | -------- | --------------------------------------------------- | ------------------------------------------------------- | ---------- | ------ |
| 第1話                                                     | 10月12日 | 下町大家族物語!〜 四世代の力! 愛の歌声で奇跡を!     | 百科事典はなぜ消える 縁もたけなわ味なもの               | 狩山俊輔   | 8.8%   |
| 第2話                                                     | 10月19日 | 下町大家族物語!〜 赤ちゃん置き去り事件!! 父親は誰?  | 百科事典は赤ちゃんと共に                                | 狩山俊輔   | 8.2%   |
| 第3話                                                     | 10月26日 | 下町大家族物語!〜 絶縁親子が涙の再会! 親父の土下座  | お嫁さんはなぜ泣くの                                    | 菅原伸太郎 | 7.8%   |
| 第4話                                                     | 11月02日 | 下町大家族物語!〜 暴かれた謎の花嫁の正体!! 涙の告白 | お嫁さんはなぜ泣くの                                    | 菅原伸太郎 | 6.3%   |
| 第5話                                                     | 11月09日 | 下町大家族物語!〜 人間は人を殺しちゃいけねぇんだ!!  | 恋の沙汰も神頼み                                        | 狩山俊輔   | 6.2%   |
| 第6話                                                     | 11月16日 | 下町大家族物語!〜 突然のプロポーズ! ずっと一緒に!   | あなたのおなまえなんてぇの 研人とメリーちゃんの羊が笑う | 菅原伸太郎 | 6.8%   |
| 第7話                                                     | 11月23日 | 下町大家族物語!〜 母親は大女優!? 結婚は大ピンチ!?   | 愛こそすべて                                            | 菅原伸太郎 | 6.1%   |
| 第8話                                                     | 11月30日 | 運命の結婚式!! 隠し子と捨てた母の涙…                | 愛こそすべて スタンド・バイ・ミー                       | 狩山俊輔   | 6.3%   |
| 第9話                                                     | 12月07日 | 下町大家族物語!〜 家族に贈る最期のクリスマスソング  | 冬に稲妻遠からじ 研人とメリーちゃんの羊が笑う           | 西岡健太郎 | 7.3%   |
| 最終話                                                    | 12月14日 | 笑って! 涙にサヨナラ! ありがとう!!                  |                                                         | 狩山俊輔   | 6.5%   |
| 平均視聴率 7.1%（視聴率は関東地区・ビデオリサーチ社調べ） |          |                                                     |                                                         |            |        |